# ボディシェイパー
ボディシェイパーは女性用ファウンデーション の一種で、ブラジャーとウエストニッパーが一体となったもので、バスト部分とウエスト部分の補正をひとつの下着で補うことができる。ガードルと併用する場合が多い。
ボディスーツのガードル部分が省略された形状で、ボディスーツと比べると補正力がやや弱い。ボディスーツ同様、素材には、ナイロンにスパンデックスを組み合わせた伸縮性の高いものが使われる。補正能力によって、ソフトタイプ、ハードタイプに分かれる。価格は、低価格の既製品は1000円程度から高級品では数万円する。